# ریکاردو لوپز (بوکسور)
ریکاردو لوپز (اسپانیایی: Ricardo López‎؛ زادهٔ ۲۵ ژوئیهٔ ۱۹۶۶) بوکسور اهل مکزیک بود.